# 留几手
留几手原名刘爽，是中国大陆的网络红人，在2013年时因喜欢在微博上给别人的照片打分，并动辄“负分”、爆粗口而走红网络。

## 经历
2009年，他自中国东北地区一所大学研究生毕业，主修计算机科学。他曾经一度在豆瓣上写写东西并积累了一定的人气。有次他应朋友之约给另一人照片打分并吸引关注，后来因给女网友“不加V”打分并骂对方“不要脸”而爆红。
2024年，因为综艺节目《再見愛人》而翻红，后于2025年2月与葛夕离婚。

## 争议
有不少网友喜欢将自己的照片上传并@留几手“求虐”，引起争议。有不少模特、演员等将照片发到网上求打分，但醉翁之意不在酒，其真实目的是为了借着留几手出名。《人民日报》抨击这种炒作行为，称“审丑文化”不利于社会发展。
“大概8点20分发”事件中，留几手批评苹果公司的微博被歌手梁欢抨击。后来留几手主动删除微博，自称此微博内容非本人意愿，但梁欢仍对留几手持负面评价，称其“坏品味”。